# Stiftholz
Das Naturschutzgebiet Stiftholz liegt in der ostwestfälischen Gemeinde Stemwede im Kreis Minden-Lübbecke. Es ist rund 12,4 ha groß und wird unter der amtlichen Kennung MI-070 geführt. Die Ausweisung als Naturschutzgebiet erfolgte am 3. September 2009.

## Lage
Das Gebiet befindet sich im Zentrum von Stemwede am nordwestlichen Rand des Ortsteils Niedermehnen. Es liegt am Rand der Niederung des Großen Dieckflusses im Naturraum der Rahden-Diepenauer Geest. Nördlich des Großen Dieckflusses grenzt der Ortsteil Westrup an. Die Fläche ist Teil des Naturparks Dümmer.

## Beschreibung
Ein ehemaliges Tonabgrabungsgelände, das zum Teil von jungen Feldgehölzen umsäumt wird, bildet das Kerngebiet. Dieses weist eine hohe ökologische Bedeutsamkeit auf. Der zentrale Bereich ist wiederum von Wiesen mit kleineren angelegten Stillgewässern umgeben. Darüber hinaus bestehen ein größerer Teich mit Röhrichtbestand im westlichen Teil und ein naturnahes Feldgehölz im Süden des Schutzgebietes.

## Bedeutung
Im regionalen Biotopverbund besitzt das Naturschutzgebiet eine erhebliche Relevanz. Es stellt einen wichtigen Refugialraum für eine Vielzahl gefährdeter und stark gefährdeter Pflanzenarten dar und weist dabei einen hohen Struktur- und Artenreichtum auf. Etwa 130 verschiedene Pflanzenarten sind nachgewiesen. Im Gebiet blühen mehrere tausend Orchideen. Vor allem aus der Perspektive der Floristik und der Vegetationskunde sind die Flächen von herausragendem Wert.
Das ehemalige Tonabgrabungsgelände im inneren Bereich weist heute mannigfaltige Lebensräume mit einer besonders wertvollen Vegetation auf. Auf dem grundsätzlich nährstoffarmen Substrat konnte sich naturnahe Stillgewässer, Röhrichte, Bruchgebüsche sowie junger Bruchwald mit Zwischenmoor und Pfeifengraswiesen herausbilden. Einzelne Pfeifengraswiesen beherbergen eine Vielzahl teils stark gefährdeter Pflanzenarten. Unter anderem existieren Vorkommen an Lungen-Enzian und Geflecktem Knabenkraut. Im Bereich des Zwischenmoores sind die ausgeprägten Torfmoosdecken mit für dieses Biotop typischen Arten bewachsen, darunter Schmalblättriges Wollgras, Scheiden-Wollgras, Sumpffarn und Sumpf-Blutauge.

## Pflege und Entwicklung
Um die ungewollte Sukzession im Gebiet zu regulieren und damit insbesondere die empfindlichen Lebensräume des Zwischenmoores und der Pfeifengraswiesen zu erhalten und zu optimieren, sind regelmäßige Pflege- und Entwicklungsmaßnahmen notwendig. Einer Verbuschung der Offenlandbiotope und Beschattung der Gewässer wird durch Gehölzentnahmen entgegengewirkt. Das umgebende Grünland wird extensiv bewirtschaftet und soll dadurch möglichen Nährstoffeintrag unterbinden.